# A II Z
A II Z war eine englische New-Wave-of-British-Heavy-Metal-Band aus Manchester, die im Jahr 1979 gegründet wurde und sich 1982 unter dem Namen Aurora auflöste.

## Geschichte
Die Band wurde im Jahr 1979 gegründet und bestand aus dem Sänger Dave Owens, dem Gitarristen Gary Owens, dem Bassisten Gam Campbell und dem Schlagzeuger Karl Reti. Nach eigener Aussage war Gary Owens zuvor kurzzeitig bei Def Leppard aktiv gewesen. Es folgten die ersten Auftritte in lokalen Pubs. Da dies der Gruppe jedoch nicht zusagte, organisierte sie schon bald Auftritte in Schulhallen; der erste hatte etwa 400 Besucher. Zum nächsten Auftritt steigerte sich die Zahl auf 800, ehe fast 1000 Zuschauer erreicht wurden. Zu einem Auftritt lud die Band daraufhin sechs Plattenfirmen ein. Zudem fragte die Gruppe ein professionelles Management, ob es sie vertreten kann, woraufhin sie einen Plattenvertrag bei Polydor erreichte. Hierüber erschien im Jahr 1980 das Live-Album The Witch of Berkeley. Das Album verkaufte sich einigermaßen gut und konnte die Bekanntheit der Band noch einmal steigern. Es folgten Auftritte zusammen mit Girlschool, wovon einer von der BBC für eine zukünftige In-Concert-Radioshow aufgenommen wurde, sowie mit Black Sabbath. Anfang 1981 wurde den Musikern vom New Musical Express vorgeworfen, Nationalsozialisten zu sein, da der Name und das Bandlogo an eine Zeitschrift der Nationalsozialisten der 1920er Jahre erinnern würde. Dies schädigte ihren Ruf allerdings nicht langfristig. Im selben Jahr nahm die Band mit der Single No Fun after Midnight ihre ersten Studioarbeiten auf, die 1981 auch erschienen. Die B-Seite der 7″-Single, Treason, wurde später, 1990, von Phonogram für den Sampler New Wave of British Heavy Metal '79 Revisited  ausgewählt. Die Maxi-Single erhielt statt Treason Valhalla Force als B-Seite. Treason, Valhalla Force und No Fun after Midnight unterscheiden sich von der jeweiligen Albumversion. Vor allem Valhalla Force war in Skandinavien recht beliebt. Danach verließen alle Mitglieder bis auf Dave Owens und seinen Bruder Gary Owens (E-Gitarre) die Besetzung. Als neue Mitglieder stießen der Schlagzeuger Simon Wright und der Bassist Tony Backhouse hinzu. Gegen Ende des Jahres erschien daraufhin die zweite Single I'm the One Who Loves You, mit dem Song Ringside Seat als B-Seite. Anfang 1982 verkündete die Band die Veröffentlichung von weiteren Tonträgern sowie das Spielen von Konzerten inner- und außerhalb von Großbritannien, da sie vorherige Konzerte in anderen Teilen Europas als erfolgreich bilanziert hatte. Weil die vorherige Single jedoch kaum erfolgreich und auch kaum beworben worden war, kam es zum langsamen Zerfall der Band. Gary Owans trat Tytan bei und wurde durch Duncan Ferguson ersetzt. Dave Owens entschied sich daraufhin in der zweiten Hälfte des Jahres die Gruppe in Aurora umzubenennen. Wright war nur noch teilweise in der Band aktiv, da auch er Tytan beigetreten war. Innerhalb mehrerer Wochen nahm die Band eine selbstfinanzierte Single auf. Noch vor der offiziellen Veröffentlichung kam es aufgrund des geringen medialen Interesses zur Auflösung der Band. Die Single erschien Ende 1982 unter dem Namen I'll Be Your Fantasy, mit dem Lied If I Really Knew Her als B-Seite. Der Tonträger wurde ohne ein Cover veröffentlicht, die geplante Veröffentlichung eines Albums erfolgte nie. Live war die Band unter dem Namen Aurora nie zu sehen.

## Stil
Laut Malc Macmillan in The N.W.O.B.H.M. Encyclopedia spielt die Gruppe auf The Witch of Berkeley Upbeat-Musik vergleichbar mit der von Excalibur und Savage. Die Single-Version von Valhalla Force erinnere grob an Def Leppard. Mit der Veröffentlichung von I'm the One Who Loves You habe sich die Gruppe in eine kommerziellere Richtung bewegt. Laut Macmillan hat Gary Owens immer versucht wie Boston Melodien in den Liedern zu verarbeiten. Am liebsten sähe Owens die Band als eine Mischung aus Rainbow und Styx. Die A-Seite der Single hat laut Macmillan damals als „zweite-Wahl-Version“ des Rainbow-Liedes Since You Been Gone gegolten, die B-Seite hingegen erinnere weit stärker an die vorherige Single und biete einen sehr starken Kontrast zur A-Seite. Unter dem Namen Aurora habe die Gruppe kommerzieller geklungen und die einzige Single sei am ehesten mit Thin Lizzy vergleichbar, insbesondere auf der B-Seite dieser Single. Ansonsten sei Aurora klanglich mit Meanstrak und Energy vergleichbar.
Laut Matthias Mader in NWoBHM New Wave of British Heavy Metal The glory Days spielt die Band auf dem Debütalbum recht biederen, okkult angehauchten Heavy Metal. Auf No Fun after Midnight sei die Gruppe etwas melodischer geworden. Die Lieder des Albums und der Single seien von den Owens-Brüder komponiert worden. Ab der nächsten Single sei mit Russ Ballard ein professioneller Liedschreiber engagiert worden. Auch Mader stellte eine starke Ähnlichkeit zum Rainbow-Lied Since You Been Gone fest und merkte an, dass dieses ebenfalls von Ballard in derselben Woche für dieselbe Plattenfirma geschrieben wurde. Laut Jürgen Hegewald in demselben Buch ist auf der Aurora-Single „melodischer NWoBHM mit dem Refrain zum Hit“ zu hören.
The Ultimate Hard Rock Guide Vol I – Europe beschreibt die Musik als melodischen Hard Rock.
Martin Popoff schrieb in seinem Buch The Collector’s Guide of Heavy Metal Volume 2: The Eighties in seiner Rezension zu The Witch of Berkeley, dass die Band, ähnlich wie Witchfynde, wenigstens oberflächlich betrachtet Black-Metal-Originale waren, ohne jedoch davon zu wissen, was sie dort täten. Das Album sei exzentrisch und klinge auch wie eine Bar-Band die auch in einer Bar spielen würde. Die Musik habe allerdings trotz der Black-Metal-artigen Aufmachung klanglich nichts mit dem Genre zu tun. Die Single No Fun after Midnight klinge wie die frühen Diamond Head und I'm the One Who Loves You orientiere sich an Popmusik und habe einen Boogie-Groove.

## Diskografie
als A II Z
- 1980: The Witch of Berkeley (Live-Album, Polydor)
- 1981: No Fun after Midnight (Single, Polydor)
- 1981: I'm the One Who Loves You (Single, Polydor)

als Aurora
- 1982: I'll Be Your Fantasy (Single, Diamond Dog Records)